# Chic 'N' Stu
«Chic 'N' Stu» es la pista de apertura del disco titulado Steal This Album! de System of a Down. Es una referencia a las emisoras deportivas Chick Hearn y Stu Lantz, y la versión del álbum se abre con una cita famosa que suele pronunciar Hearn cuando el resultado de un juego ya no estaba en duda. El concepto de la canción se concibió mientras veían un juego de Los Angeles Lakers.

## Versión en vivo
La primera vez que se tocó la canción fue durante un espectáculo en vivo llamado "La Revolución Francesa" en París, Francia, el 24 de mayo de 1999. Tuvo algunos cambios menores en la letra y Serj Tankian cantó la canción solo en lugar de versiones posteriores, en que Daron Malakian también canta algunos versos. La canción solo se reprodujo hasta el final del desglose. El nombre de la canción era desconocido, por lo que los fans la llamaron "Pizza Pie". Malakian introdujo el nombre de la canción durante un espectáculo en Londres, Inglaterra, el 20 de diciembre de 1999. Los contrabandistas la llamaron "Chicken Stew", porque la pronunciación era la misma que "Chic 'n' Stu". La canción también contó con la voz de Malakian durante la actuación en ese concierto.

## Versión filtrada
La canción también se filtró a Internet en el bootleg no oficial de Toxicity II a principios de 2002, que contenía canciones robadas del estudio de grabación de la banda durante la grabación de su segundo álbum, Toxicity. La canción fue nombrada "Therapy", "Meat Therapy" y "Chick 'n' Stew" por los contrabandistas que filtraron las canciones. Esta versión no incluía los coros de Malakian.